# Colpach-Haut
Colpach-Haut (en luxemburguès: Uewerkolpech; en alemany: Obercolpach) és una vila de la comuna d'Ell, situada al districte de Diekirch del cantó de Redange. Està a uns 28 km de distància de la ciutat de Luxemburg.